# Miroslav Pech
Miroslav Pech (* 22. září 1986 Nová Bystřice) je český spisovatel.

## Životopis
Dětství a dospívání prožil v Nové Bystřici. Prošel mnoha zaměstnáními (tiskař, prodavač, pomocný dělník, skladník, redaktor, řidič VZV atd.). Je autorem povídkových sbírek Napíšu Pavle, Ohromně vtipná videa a románu Cobainovi žáci. Povídky publikoval v literárních časopisech časopisech Semtam, H_aluze, Psí víno, Protimluv, Host, Salon, Weles, Pandora, Tvar či na internetové Dobré adrese. Žije v Českých Budějovicích.

## Dílo
- Napíšu Pavle, sbírka povídek, Praha: Nakladatelství Petr Štengl, 2013
- Ohromně vtipná videa, sbírka povídek, Praha: Nakladatelství Petr Štengl, 2014
- Američané jedí kaktusy, sbírka 11 povídek, Ostrava: Nakladatelství Protimluv, 2017
- Cobainovi žáci, román, Praha: Argo, 2017
- Otec u porodu, novela, Praha: Argo, 2018
- Mainstream, román + šest povídek, Kroměříž: Carcosa, 2018
- Hranice už nejsou, tati, chystaný román, Praha: Argo, 2021